# Dežerice
Dežerice (Hongaars: Dezsér) is een Slowaakse gemeente in de regio Trenčín, en maakt deel uit van het district Bánovce nad Bebravou.
Dežerice telt 640 inwoners.